# Андерисен, Хенк
Хендрик Фредрик (Хенк) Андерисен  (нидерл. Hendrik Fredrik "Henk" Anderiesen; 3 декабря 1898, Амстердам — 1 апреля 1980, там же) — нидерландский футболист, игравший на позициях полузащитника и защитника, выступал за команды «’т Гой» и «Аякс».
Старший брат футболиста Вима Андерисена.

## Спортивная карьера
В октябре 1914 года Хенк Андерисен вступил в спортивный клуб СДС, который выступал в чемпионате Амстердама по футболу. Кроме этого, он также был членом клуба «Слотердейк». В 1915 году Хенк был лишён права в этих сообществах, а также перестал быть членом Амстердамского футбольного союза. В 1917 году он был реабилитирован, а в ноябре того же года стал членом клуба ДЕК. На протяжении двух с половиной лет Андерисен выступал за резервные команды клуба.
В 1922 году вместе с младшим братом Вимом он стал игроком клуба «’т Гой» из Хилверсюма. На тот момент братья проживали в Амстердаме по адресу Йоан Мелхиор Кемперстрат дом 146/2. Клуб выступал в переходном чемпионате Нидерландов — между вторым и первым классом. В чемпионате сезона 1922/23 их команда заняла четвёртое место и перешла в западную группу первого класса. В отличие от брата, который стал появляться в первой команде лишь во второй части сезона, Хенк играл в основе с начала сезона.
В начале сезона 1923/24 братья стали играть вместе в средней линии полузащиты (при игровой схеме 2-3-5). В конце сентября 1923 года четверо футболистов «’т Гоя», среди которых были братья Андерисены, Долф ван Кол и Хенк Твелкер, из-за столпотворения на вокзале Амстердама опоздали на свой поезд до Дордрехта, где должна была состояться игра чемпионата против местного ДФК. В итоге они отправили в Дордрехт телеграмму, что не смогут прибыть на матч, который завершился крупным гостевым поражением их команды со счётом 8:0. Сезон команда завершила на третьем месте в западной группе чемпионата Нидерландов, уступив только ДФК и «Фейеноорду».

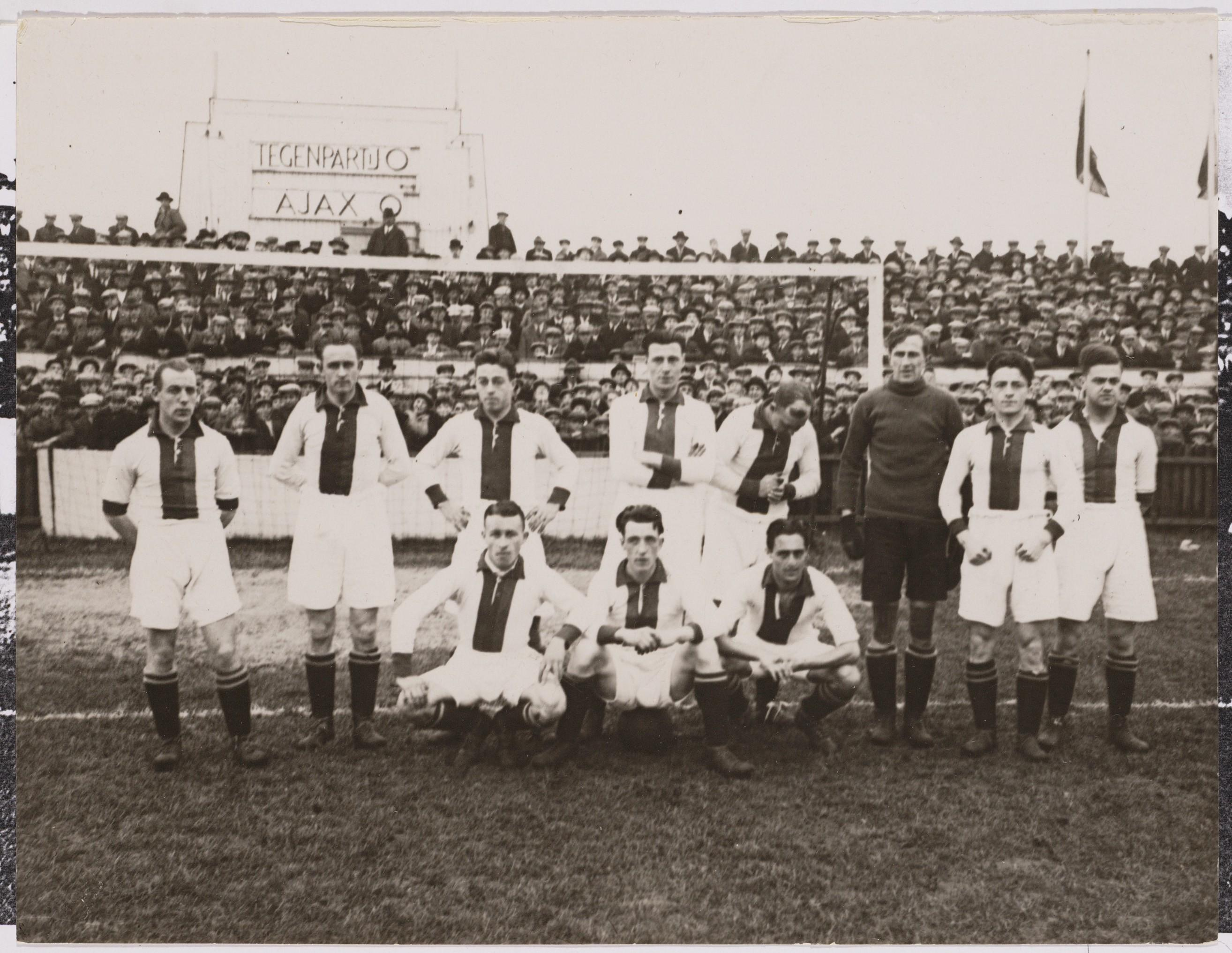
Игроки «Аякса» в 1926 году — Хенк в центре в нижнем ряду

В сентябре 1925 года братья Андерисены перешли в амстердамский «Аякс», и кроме них, команду пополнил их одноклубник Хенк Твелкер. Издание «De Revue der Sporten» отмечало, что «Аякс» получил троих лучших игроков «’т Гоя». На тот момент за «Аякс» выступал Долф ван Кол, с которым они вместе выступали за предыдущий клуб. В команде Хенк дебютировал 4 октября 1925 года в матче чемпионата Нидерландов против «Фейеноорда», сыграв на позиции правого полузащитника — на выезде на стадионе «Кромме Зандвег» в Роттердаме амстердамцы проиграли со счётом 2:0. В чемпионате Хенк сыграл 18 матчей и забил один гол, играл как на позиции полузащитника, так и на позиции защитника — «Аякс» по итогам сезона занял четвёртое место во второй западной группе первого класса.
За семь сезонов Андерисен сыграл за «Аякс» в чемпионате 129 матчей, дважды выигрывал с командой чемпионат Нидерландов. Последнюю игру в рамках чемпионата провёл 24 февраля 1932 года против команды РКХ. Покинув «Аякс», он получил работу на Государственной шахте Хендрика в провинции Лимбург. В 1937 году играл за команду ветеранов «Аякса». Андерисен на протяжении нескольких лет входил в клубную комиссию «Аякса». За свои заслуги перед клубом получил звание «члена за заслуги» (нидерл. Lid van verdienste).

## Личная жизнь
Хендрик Фредрик родился в декабре 1898 года в Амстердаме. Отец — Герардюс Питер Андерисен, мать — Хендрика Сюзанна ван ден Берг, оба родителя были родом из Амстердама. В начале 1900-х годов его отец был сотрудником полиции Амстердама, а в 1910-х годах работал инспектором в распределительном отделении. Помимо Хенка, в семье было ещё десять детей — семеро дочерей и трое сыновей, включая Виллема Герардюса.

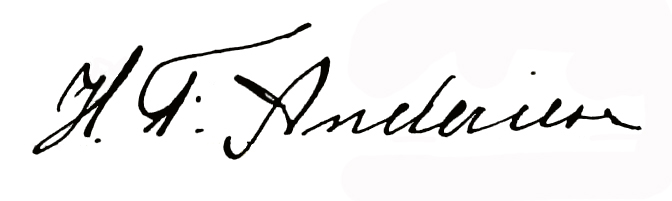
Автограф Хенка Андерисена.

По профессии был переплётчиком книг. Женился в возрасте тридцати лет — его избранницей стала 25-летняя Гесина Йоханна Схонховен, уроженка Амстердама. Их брак был зарегистрирован 3 октября 1929 года в Амстердаме. В январе 1930 года у них родилась дочь Жаннетте Хендрика. По словам племянника, Хенк работал на угольных шахтах.
Умер 1 апреля 1980 года в Амстердаме в возрасте 81 года. Церемония кремации состоялась 4 апреля в крематории Вестгарде.

## Достижения
«Аякс»
- Чемпион Нидерландов (2): 1930/31, 1931/32

## Статистика по сезонам
| Клуб | Сезон   | Чемпионат Нидерландов | Чемпионат Нидерландов | Кубок Нидерландов | Кубок Нидерландов | Итого | Итого |
| Клуб | Сезон   | Игры                  | Голы                  | Игры              | Голы              | Игры  | Голы  |
| ---- | ------- | --------------------- | --------------------- | ----------------- | ----------------- | ----- | ----- |
| Аякс | 1925/26 | 18                    | 1                     | 0                 | 0                 | 18    | 1     |
| Аякс | 1926/27 | 26                    | 0                     | 0                 | 0                 | 26    | 0     |
| Аякс | 1927/28 | 26                    | 0                     | 0                 | 0                 | 26    | 0     |
| Аякс | 1928/29 | 16                    | 0                     |                   |                   | 16    | 0     |
| Аякс | 1929/30 | 5                     | 0                     | 4                 | 0                 | 9     | 0     |
| Аякс | 1930/31 | 20                    | 0                     |                   |                   | 20    | 0     |
| Аякс | 1931/32 | 18                    | 0                     | 0                 | 0                 | 18    | 0     |
| Аякс | Итого   | 129                   | 1                     | 4                 | 0                 | 133   | 1     |